# 饒漢祥
饒 漢祥（ぎょう かんしょう、繁体字: 饒漢祥; 簡体字: 饶汉祥; 拼音: Ráo Hànxiáng; ウェード式: Jao Han-hsiang、1884年 - 1927年6月17日）は、清末民初の政治家。字は宓僧。別の署名に珀玕。

## 事跡
1903年（光緒29年）、癸卯科挙人となる。後に日本に留学して法政大学を卒業した。武昌起義（辛亥革命）が勃発すると武昌に向かい、武昌都督府で書記となる。後に黎元洪から抜擢され、秘書や秘書長に昇進した。
中華民国成立後、1912年（民国元年）11月に夏寿康の後任として湖北省内務司司長に任ぜられる。翌年、湖北省民政長署理となった。1914年（民国3年）、副総統黎元洪の秘書長となり、政治会議委員も務めた。同年5月、参政院参政となる。1916年（民国5年）、黎元洪は大総統に昇進したが、饒漢祥は一度政界から引退し、天津に隠居している。
1922年（民国11年）6月、黎元洪が大総統に返り咲くと、饒漢祥は黎元洪から招聘されて総統府秘書長兼僑務局総裁に任ぜられた。翌年6月、黎元洪の大総統辞任と共に饒漢祥も秘書長を退き、天津に再び隠居している。1925年（民国14年）に饒漢祥は奉天派の郭松齢に秘書長として招聘され、反張作霖クーデターに参加した。郭松齢が敗死すると、張学良によって饒漢祥は指名手配されている。
1927年（民国16年）6月17日、死去。享年44。

## 注
1. ↑  徐友春主編『民国人物大辞典 増訂版』2834頁による。ただし、郭松齢から秘書長として招聘された人物は林長民というのが一般的な認識であり、饒漢祥の地位については若干疑問が残る。